# Свилюков, Александр Фёдорович
Алекса́ндр Фёдорович Свилюко́в (30 марта 1924 — 21 июля 2008) — советский офицер, в годы Великой Отечественной войны разведчик 175-й отдельной разведывательной роты 150-й Идрицко-Берлинской ордена Кутузова 2-й степени стрелковой дивизии 3-й ударной армии 2-го Прибалтийского фронта, полный кавалер ордена Славы (1943, 1944, 1958), подполковник.

## Биография
Родился в семье рабочего. По национальности русский. По окончании 8 классов школы поступает на курсы сменных буровых мастеров. Работал буровым мастером.
В Красную армию был призван Таштыпским РВК Красноярского края в январе 1942 года, а с сентября того же года на фронтах Великой Отечественной войны.
Первым орденом Славы III степени (№ 115947) сержант Свилюков награждён приказом командира 150-й стрелковой дивизии.
Второй орден Славы II степени (№ 2842) вручен отважному разведчику приказом по 3-й ударной армии от 3 августа 1944 года.
14 августа 1944 года повторно награждён орденом Славы III степени.
Указом Президиума Верховного Совета СССР от 27 февраля 1958 года старший сержант Свилюков Александр Фёдорович перенаграждён орденом Славы I степени (№ 3607).
В 1945 году окончил курсы младших лейтенантов. К концу войны Александр Свилюков — командир разведывательной роты. В 1947 году в звании старшего лейтенанта уволен в запас. Продолжил службу в органах госбезопасности.
Проживал в Киеве. Окончил Киевский государственный университет. Работал начальником отдела в Министерстве геологии Украины.
Участвовал в Параде Победы 1985 года.
Умер 21 июля 2008 года.

## Награды
- Орден Отечественной войны I степени;
- Орден Красной Звезды;
- Орден Славы I степени;
- Орден Славы II степени;
- Орден Славы III степени;
- Медали, в том числе:
  - Медаль «За победу над Германией в Великой Отечественной войне 1941—1945 гг.»;
  - Юбилейная медаль «Двадцать лет Победы в Великой Отечественной войне 1941—1945 гг.»;
  - Юбилейная медаль «Тридцать лет Победы в Великой Отечественной войне 1941—1945 гг.»;
  - Юбилейная медаль «Сорок лет Победы в Великой Отечественной войне 1941—1945 гг.».

## Память
- Похоронен с воинскими почестями на Берковецком кладбище в Киеве.